# Uniforme de beisbol

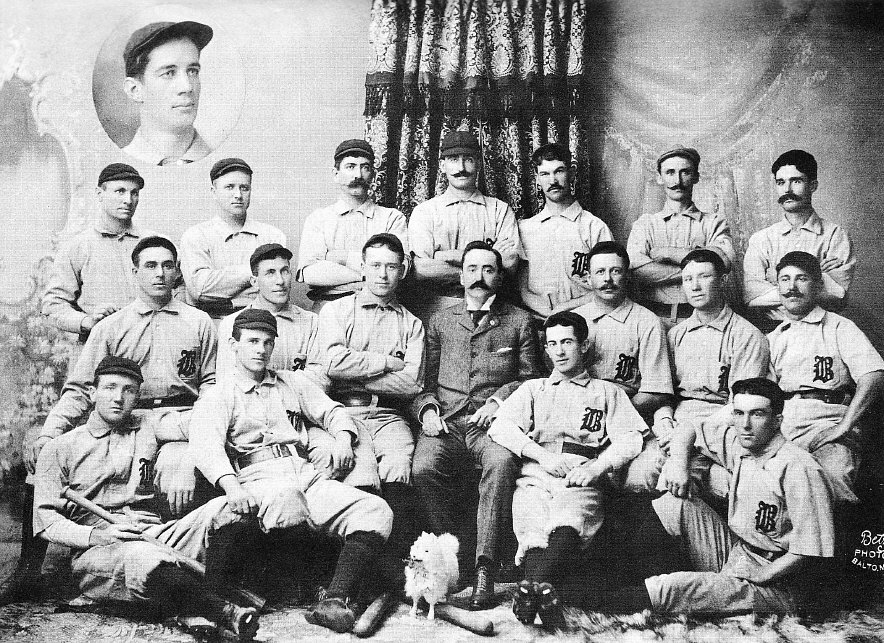
L'equip dels Baltimore Orioles el 1896.

Un uniforme de beisbol és un tipus d'uniforme que utilitzen els jugadors del beisbol. La majoria dels uniformes de beisbol porten impresos en la part del darrere els noms i els números dels jugadors que els utilitzen. Les parts que componen un uniforme de beisbol són les samarretes, pantalons, sabatilles, mitges, gorres i guant. La majoria dels uniformes posseeixen diversos logotips i colors per distingir els equips. Els uniformes permeten distingir els dos equips.
En 1849 els Knickerbockers de Nova York, va ser el primer equip a utilitzar uniformes per jugar a beisbol. En l'actualitat, la venda de rèpliques d'uniformes i productes derivats són una important font d'ingressos per als equips de les grans lligues.